# Eudo de Borgonha
Eudo de Borgonha é um nome usado por vários membros da Casa Capetiana de Borgonha, nomeadamente : 
- Eudo I, duque da Borgonha de 1079 à 1102;
- Eudes II, duque da Borgonha de 1143 à 1162;
- Eudes III, duque da Borgonha de 1192 à 1218;
- Eudes IV, duque da Borgonha de 1315 à 1350;
- Eudo de Borgonha, morto em 1266, conde de Nevers, Auxerre e Tonnerre, filho mais velho e herdeiro de Hugo IV, Duque da Borgonha;